# 1-ja Mokwa
1-ja Mokwa, także Pierwaja Mokwa (ros. 1-я Моква, Первая Моква) – wieś (ros. деревня, trb. dieriewnia) w zachodniej Rosji, centrum administracyjne sielsowietu mokowskiego w rejonie kurskim (obwód kurski).

## Geografia
Miejscowość położona jest nad Mokwą (prawy dopływ Sejmu), przy zachodniej granicy miasta Kursk, przy drodze magistralnej (federalnego znaczenia) M2 «Krym» (część trasy europejskiej E105).
We wsi znajdują się ulice: Bagrianaja, Bakłaszowka, Centralnaja, Centralnyj 1-j pierieułok, Drużnaja, Dubrawnaja, Gorodskaja, Kożewiennaja, Kolcewaja, Kurskaja, Lesnaja, Łuczistaja, Majskaja, Małaja Polanka, Malinowaja, Mokowskaja, Nielidowa, Nielidowa pierieułok, Olchowaja, Optimistow, Oriechowaja, Parkowaja, Parkowyj pierieułok, Piesczanaja, Pocztowaja, Priłużnaja, Progonnaja, Riabinowaja, Sadowaja, Sanatornaja, Siejmskaja, Sławianskaja, Sosnowskaja, Swietłaja, Swietłyj pierieułok, Swobodnaja, Szczerbakowa, Szkolnaja, Tienistyj pierieułok, Troickaja, Udacznaja, Wiesienniaja, Wiesiołaja, Wietierinarnaja, Woskriesienskaja, Zagorodnaja, Zariecznaja i Zielonaja (859 posesji).
Klimat
Miejscowość, jak i cały rejon, znajduje się w strefie klimatu kontynentalnego z łagodnym ciepłym latem i równomiernie rozłożonymi opadami rocznymi (Dfb w klasyfikacji klimatów Köppena).
|                            | Sty  | Lut  | Mar  | Kwi | Maj  | Cze  | Lip  | Sie  | Wrz  | Paź  | Lis  | Gru  |
| -------------------------- | ---- | ---- | ---- | --- | ---- | ---- | ---- | ---- | ---- | ---- | ---- | ---- |
| Najwyższe temperatury (°C) | -4,2 | -3,2 | 2,7  | 13  | 19,4 | 22,7 | 25,4 | 24,7 | 18,2 | 10,5 | 3,3  | -1,2 |
| Najniższe temperatury (°C) | -8,7 | -8,8 | -4,9 | 2,7 | 9,1  | 13,1 | 15,9 | 15   | 9,7  | 3,9  | -1,3 | -5,4 |
| Opady (mm)                 | 51   | 45   | 47   | 50  | 62   | 71   | 73   | 55   | 59   | 59   | 47   | 49   |
| Ilość dni z opadami        | 8    | 8    | 8    | 7   | 8    | 9    | 9    | 6    | 7    | 7    | 7    | 9    |

## Demografia
W 2010 r. wieś zamieszkiwały 1823 osoby.